# كايل جوردن
كايل جوردن (بالإنجليزية: Kyle Jordan)‏ (15 سبتمبر 1988 - ) هو لاعب كرة قدم بريطاني في مركز الهجوم. لعب مع نادي سون هي ونادي شيفيلد ووركشوب تاون ‏ وShirebrook Town F.C. ‏.

## وصلات خارجية
- كايل جوردن على موقع قاعدة بيانات كرة القدم.إي يو (الإنجليزية)